# Casuari (popolo)
I Casuari (lat. Chasuarii) erano uno dei numerosi popoli germanici che abitavano nella regione del fiume moderno Hase, che alimenta l'Ems (il loro nome significa "abitanti lungo l'Hase"). Questo significa che vissero nel moderno territorio dell'Osnabrück; linguisticamente appartenevano al ramo germanico occidentale.

## Storia
Furono menzionati da Tacito nella sua opera De origine et situ Germanorum. Vivevano nella moderna Germania nord occidentale. Tacito di loro scrisse che abitavano in un territorio che confinava con le popolazioni degli Angrivari e dei Camavi, e che mossero da nord verso i territori che un giorno furono dei Bructeri, tra i fiumi Ems, Lippe e Weser. Nella stessa regione dei Casuari vi erano, oltre ai Camavi and Angrivari, anche i Dulgubini prossimi al Weser, oltre ai quali lungo la costa del Mare del Nord vi erano i Frisi ad occidente e i Cauci ad oriente.
I Casuari di Claudio Tolomeo nella sua Geografia (Κασουάροι), erano posti ad est delle montagne dei Tencteri, che corrono parallelamente al Reno e a ovest delle montagne dell'Harz, dove lo stesso poneva alcuni Camavi tra i Cherusci e i Casuari. L'interpretazione di questo passo risulta difficile e potrebbe contenere degli errori. La posizione ad esempio dei Casuari e dei Camavi, e di molti altri popoli, non corrisponde ad altre fonti, per esempio nel caso dei Camavi e dei Tubanti, dove sono invece inseriti elementi successivi a Tolomeo, propri della storiografica romana. E sebbene la teoria non sia ampiamente accettata dalla moderna critica, i Casuari potrebbero essere identificati con i Cattuari o comunque essere in relazione con questi ultimi e, di conseguenza, avere delle strette relazioni, se non altro per assonanza con i Catti.